# Fray Bartolomé de las Casas
Fray Bartolomé de las Casas est une ville du Guatemala dans le département d'Alta Verapaz.